# Kentavious Caldwell-Pope
Kentavious Tannell Caldwell-Pope (/kɛnˈteɪviəs/; Thomaston, 1993. február 18. –) amerikai kosárlabdázó, a Denver Nuggets játékosa a National Basketball Associationben (NBA). A 2011-es középiskolai osztály egyik legjobb játékosa volt, beválasztották a McDonald’s All-American gálára is. Két évig járt egyetemre, a Georgia Bulldogs színeiben és 2013-ban megválasztották a SEC főcsoport év játékosának.
A nyolcadik helyen választotta a 2013-as NBA-drafton a Detroit Pistons, ahol négy évig játszott, mielőtt a Los Angeles Lakers leszerződtette a 2017–2018-as szezon előtt. Első bajnoki címét a 2020-as döntőben nyerte meg a Lakers színeiben. Azt követően, hogy elhagyta a Lakers csapatát, egy évig a Washington Wizards játékosa volt, majd 2022 júliusában Denverbe küldték Monté Morrisért és Will Bartonért cserébe. Itt 2023-ban, pályafutása során másodszorra, NBA-bajnok lett.

## Statisztika

### Egyetem
| Év        | Csapat           | JM | KM | JP/M | MG%  | 3P%  | BD%  | LP/M | GP/M | L/M | B/M | P/M  |
| --------- | ---------------- | -- | -- | ---- | ---- | ---- | ---- | ---- | ---- | --- | --- | ---- |
| 2011–2012 | Georgia Bulldogs | 32 | 32 | 32,1 | .396 | .304 | .654 | 5,2  | 1,2  | 1,8 | 0,3 | 13,2 |
| 2012–2013 | Georgia Bulldogs | 32 | 32 | 33,9 | .433 | .373 | .799 | 7,1  | 1,8  | 2,0 | 0,5 | 18,5 |
| Karrier   | Karrier          | 64 | 64 | 33,0 | .415 | .339 | .727 | 6,2  | 1,5  | 1,9 | 0,4 | 15,9 |

### NBA

#### Alapszakasz
| Év         | Csapat             | JM  | KM  | JP/M | MG%  | 3P%  | BD%  | LP/M | GP/M | L/M | B/M | P/M  |
| ---------- | ------------------ | --- | --- | ---- | ---- | ---- | ---- | ---- | ---- | --- | --- | ---- |
| 2013–2014  | Detroit Pistons    | 80  | 41  | 19,8 | .396 | .319 | .770 | 2,0  | 0,7  | 0,9 | 0,2 | 5,9  |
| 2014–2015  | Detroit Pistons    | 82  | 82  | 31,5 | .401 | .345 | .696 | 3,1  | 1,3  | 1,1 | 0,2 | 12,7 |
| 2015–2016  | Detroit Pistons    | 76  | 76  | 36,7 | .420 | .309 | .811 | 3,7  | 1,8  | 1,4 | 0,2 | 14,5 |
| 2016–2017  | Detroit Pistons    | 76  | 75  | 33,3 | .399 | .350 | .832 | 3,3  | 2,5  | 1,2 | 0,2 | 13,8 |
| 2017–2018  | Los Angeles Lakers | 74  | 74  | 33,2 | .426 | .383 | .789 | 5,2  | 2,2  | 1,4 | 0,2 | 13,4 |
| 2018–2019  | Los Angeles Lakers | 82* | 23  | 24,8 | .430 | .347 | .867 | 2,9  | 1,3  | 0,9 | 0,2 | 11,4 |
| 2019–2020† | Los Angeles Lakers | 69  | 26  | 25,5 | .467 | .385 | .775 | 2,1  | 1,6  | 0,8 | 0,2 | 9,3  |
| 2020–2021  | Los Angeles Lakers | 67  | 67  | 28,4 | .431 | .410 | .866 | 2,7  | 1,9  | 0,9 | 0,4 | 9,7  |
| 2021–2022  | Washington Wizards | 77  | 77  | 30,2 | .435 | .390 | .890 | 3,4  | 1,9  | 1,1 | 0,3 | 13,2 |
| 2022–2023† | Denver Nuggets     | 76  | 76  | 31,3 | .462 | .423 | .824 | 2,7  | 2,4  | 1,5 | 0,5 | 10,8 |
| 2023–2024  | Denver Nuggets     | 76  | 76  | 31,6 | .460 | .406 | .894 | 2,4  | 2,4  | 1,3 | 0,6 | 10,1 |
| 2024–2025  | Orlando Magic      | 77  | 77  | 29,6 | .439 | .342 | .863 | 2,2  | 1,8  | 1,3 | 0,4 | 8,7  |
| Karrier    | Karrier            | 912 | 770 | 29,6 | .428 | .367 | .822 | 3,0  | 1,8  | 1,2 | 0,3 | 11,2 |

#### Play-in
| Év      | Csapat             | JM | KM | JP/M | MG%  | 3P%  | BD%   | LP/M | GP/M | L/M | B/M | P/M  |
| ------- | ------------------ | -- | -- | ---- | ---- | ---- | ----- | ---- | ---- | --- | --- | ---- |
| 2021    | Los Angeles Lakers | 1  | 1  | 32,5 | .600 | .500 | 1.000 | 3,0  | 2,0  | 3,0 | 1,0 | 10,0 |
| 2025    | Orlando Magic      | 1  | 1  | 26,0 | .125 | .143 | 1.000 | 5,0  | 2,0  | 0,0 | 0,0 | 5,0  |
| Karrier | Karrier            | 2  | 2  | 29,3 | .308 | .273 | 1.000 | 4,0  | 2,0  | 1,5 | 0,5 | 7,5  |

#### Rájátszás
| Év      | Csapat             | JM  | KM  | JP/M | MG%  | 3P%  | BD%   | LP/M | GP/M | L/M | B/M | P/M  |
| ------- | ------------------ | --- | --- | ---- | ---- | ---- | ----- | ---- | ---- | --- | --- | ---- |
| 2016    | Detroit Pistons    | 4   | 4   | 40,3 | .440 | .444 | .714  | 4,3  | 2,8  | 1,8 | 0,3 | 15,3 |
| 2020†   | Los Angeles Lakers | 21* | 21* | 29,0 | .418 | .378 | .815  | 2,1  | 1,3  | 1,0 | 0,2 | 10,7 |
| 2021    | Los Angeles Lakers | 5   | 5   | 29,2 | .379 | .211 | 1.000 | 2,8  | 1,0  | 1,0 | 0,0 | 6,2  |
| 2023†   | Denver Nuggets     | 20  | 20  | 33,5 | .457 | .380 | .829  | 3,3  | 1,6  | 1,3 | 0,7 | 10,6 |
| 2024    | Denver Nuggets     | 12  | 12  | 35,0 | .395 | .327 | 1.000 | 2,9  | 2,6  | 1,4 | 0,4 | 8,1  |
| Karrier | Karrier            | 62  | 62  | 32,4 | .426 | .365 | .847  | 2,8  | 1,7  | 1,2 | 0,4 | 10,1 |